# Loddigesia (orquídea)
Loddigesia es un género monotípico de orquídeas epifitas. Su única especie: Loddigesia quadrifida (Lex.) Luer, Monogr. Syst. Bot. Missouri Bot. Gard. 105: 251 (2006), es originaria del Caribe desde México hasta Venezuela. 
Este género fue considerado una vez como parte integrante de Pleurothallis y, desde su publicación en el 2004, es un género segregado, aunque aún no está aceptado de forma unánime.
La larga lista de sinónimos indica cierta controversia acerca de la identidad de la especie. Esta especie se distingue por las hojas oblongo-elípticas, el tallo largo y las flores amarillentas, el labelo panduriforme y entero con ápice redondeado.

## Descripción
Son plantas medianas a grandes, cespitosas, hasta 17 cm de alto; con tallos secundarios de hasta 12 cm de largo, con 2 vainas largas. Las hojas oblongo-elípticas, de 5.5–14 cm de largo y 0.8–2.6 cm de ancho, obtusas en el ápice, cuneadas en la base, coriáceas. La inflorescencia es un racimo subcongestionado de hasta 21 cm de largo (incluyendo el pedúnculo de hasta 5 cm de largo), secundifloro, hasta con 30 flores abiertas simultáneamente, la bráctea floral de 5 mm de largo, las flores amarillas a verde-amarillentas; sépalo dorsal 6 mm de largo y 4.1 mm de ancho, 3-nervio, los sépalos laterales connados en un sinsépalo, 6.5 mm de largo y 4.8 mm de largo, 6-nervio; los pétalos de 8 mm de largo, agudos, 1-nervios; el labelo panduriforme, de 3.5 mm de largo y 2 mm de ancho, algo encorvado, articulado con el pie de la columna, con bordes ondeados, el 1/3 basal carnoso; la columna 4 mm de largo, pie pequeño.

## Distribución y hábitat
Es una orquídea común, se encuentra en bosques de galería, se encuentra desde México, Nicaragua a Colombia, Venezuela y Jamaica. 

## Sinonimia
- Dendrobium quadrifidum Lex. in P.de La Llave & J.M.de Lexarza, Nov. Veg. Descr. 2: 40 (1825).
- Pleurothallis quadrifida (Lex.) Lindl., Edwards's Bot. Reg. 28(Misc.): 70 (1842).
- Humboltia quadrifida (Lex.) Kuntze, Revis. Gen. Pl. 2: 668 (1891).
- Stelis quadrifida (Lex.) Solano & Soto Arenas, Icon. Orchid. 5-6: xi (2002 publ. 2003).
- Specklinia quadrifida (Lex.) Luer, Monogr. Syst. Bot. Missouri Bot. Gard. 95: 263 (2004).[1]
- Anathallis racemiflora (Lindl. ex Lodd) Pridgeon & M.W.Chase 2001
- Humboldtia incompta (Rchb.f.) Kuntze ?;
- Humboldtia longissima (Lindl.) Kuntze ?;
- Humboldtia nicaraguensis (Rchb. f.) Kuntze ?;
- Humboltia longissima (Lindl.) Kuntze 1891;
- Humboltia racemiflora (Lindl. ex Lodd.) Kuntze 1891;
- Physosiphon nicaraguensis Liebm. 1853;
- Pleurothallis ghiesbreghtiana A.Rich. & Galeotti 1845;
- Pleurothallis ghiesbreghtiana var. cleistogama L.O.Williams 1951;
- Pleurothallis incompta Rchb. f. 1854;
- Pleurothallis longissima Lindl. 1859;
- Pleurothallis lyroglossa Schltr. 1910;
- Pleurothallis nicaraguensis (Liebm.) Rchb. f. 1861;
- Pleurothallis niederleinii Schltr. 1918;
- Pleurothallis racemiflora Lindl. ex Lodd. 1825;
- Pleurothallis tricostata Cogn. 1912;
- Specklinia quadrifida (Lex.) Luer 2004;
- Stelis nicaraguensis (Liebm.) Solano & Soto Arenas 2002 publ. 2003;
- Stelis racemiflora Lodd. ex W.Baxter 1839;
- Stelis superposita Schltr. 1915[3]